# Joop Steenhuis
Johannes (Joop / Jo) Steenhuis (Nijmegen, 14 september 1945) is een Nederlands voormalig voetballer die doorgaans als linksbuiten speelde.
Steenhuis groeide op in het Willemskwartier en begon zijn loopbaan bij N.E.C. Hij debuteerde onder trainer Jan Remmers op 2 oktober 1966 in de uitwedstrijd in de Eerste divisie tegen DFC (0-0). Zijn tweede en laatste wedstrijd voor de Nijmegenaren speelde hij op 4 februari 1967 als invaller na 25 minuten voor Ned Bulatović in de uitwedstrijd tegen SC Drente (2-1 nederlaag). In het seizoen 1968/69 speelde hij voor AGOVV in de Tweede divisie. Steenhuis kende een sterk seizoen en werd gecontracteerd door het Utrechtse Velox eveneens uitkomend in de Tweede divisie. In april 1970 scoorde hij een hattrick tegen Eindhoven. Steenhuis werd clubtopscorer met twaalf doelpunten. Medio 1970 werd Steenhuis, vanwege de fusie tot FC Utrecht, verkocht aan het Belgische Sint-Niklase SK, uitkomend in de Tweede klasse waar Henk van Meteren zijn ploeggenoot was.